# Ngosa Sunzu
Ngosa Sunzu (Chililabombwe, 19 luglio 1998) è un calciatore zambiano, centrocampista del Táborsko.

## Carriera

### Club
L'8 settembre 2020 viene acquistato a titolo definitivo dalla squadra israeliana del Beitar Tel Aviv Bat Yam. In seguito ha giocato 7 partite nella nazionale ceca con il Teplice.

### Nazionale
Con l'Under-20 ha preso parte al Mondiale di categoria nel 2017.
Nel 2018 ha giocato una partita in nazionale maggiore.